# Кшеменна (Західнопоморське воєводство)
Кшеменна (пол. Krzemienna, нім. Kramonshof) — село в Польщі, у гміні Добра Лобезького повіту Західнопоморського воєводства.
Населення — 297 осіб (2011).
У 1975-1998 роках село належало до Щецинського воєводства.

## Демографія
Демографічна структура станом на 31 березня 2011 року:
|          | Загалом | Допрацездатний вік | Працездатний вік | Постпрацездатний вік |
| -------- | ------- | ------------------ | ---------------- | -------------------- |
| Чоловіки | 152     | 33                 | 107              | 12                   |
| Жінки    | 145     | 36                 | 90               | 19                   |
| Разом    | 297     | 69                 | 197              | 31                   |